# Antonela Roccuzzo
Antonela Roccuzzo Blanco (Rosario, 26 de febrero de 1988) es una modelo, celebridad de Internet y filántropa argentina. Es la esposa del futbolista argentino Lionel Messi y prima del exfutbolista argentino Lucas Scaglia.

## Carrera
Roccuzzo estudió odontología, luego cambió de rumbo a comunicación social, pero abandonó odontología y comunicación social sin acabar ninguna de las dos carreras universitarias para mudarse a Barcelona con Messi. Es embajadora de varias organizaciones filantrópicas, entre las que destaca Unicef y las Olimpiadas Especiales. En abril de 2023 respaldó la campaña #GuardavidasDeLaInfancia de Unicef para combatir la pobreza y las violaciones de derechos humanos de los niños en Argentina.
También ha modelado con varias marcas, entre ellas incluidas Adidas, Alo Yoga y Ricky Sarkany. Además ha trabajado con la diseñadora de moda británica Stella McCartney.

Antonela en 2025, junto a su marido Lionel Messi en Miami.

## Vida personal
Roccuzzo nació y creció en Rosario, Argentina.
Messi hizo público su noviazgo en una entrevista en el programa Hat Trick Barça a principios de 2009 y luego se publicaron unas fotografías de la pareja en el carnaval de Sitges. Se casaron en una ceremonia civil en el hotel City Center de Rosario el 30 de junio de 2017.
El matrimonio tiene tres hijos: Thiago (2 de noviembre de 2012), Mateo (11 de septiembre de 2015) y Ciro (10 de marzo de 2018), todos nacidos en Barcelona.